# Richard Pace
Richard Pace [ˈʀɪçaʁt peɪs] (c. 1482 - 28 de junho de 1536) foi um diplomata inglês do período Tudor. Estudou no Colégio de Winchester com Thomas Langton, e mais tarde, em Pádua, em Bolonha, e provavelmente na Universidade de Oxford. Em 1509, ele acompanhou o Cardeal Christopher Bainbridge, Arcebispo de Iorque, a Roma, onde ele ganhou a estima do Papa Leão X, que aconselhou o Rei Henrique VIII da Inglaterra a contratar Richard. O rei inglês fê-lo, e em 1515 tornou Pace no seu secretário em 1516 e também como Secretário de Estado. 
Em 1515, Cardeal Wolsey enviou Pace para insitar a Suíça para atacar a França, e em 1519 ele foi para Alemanha para discutir com os eleitores a próxima eleição para a trono imperial. Ele foi feito deão de São Paulo em 1519, ficando no cargo até 1536, e também foi deão de Exeter e de Salisbury. Ele esteve presente no Campo do Pano de Ouro, em 1520, e em 1521 ele foi para Veneza, com o objectivo de conquistar o apoio da República para Wolsey, que estava ansioso, no momento, para se tornar Papa. 
No final de 1526, ele foi chamado a Inglaterra, e morreu em 1536. A sua principal obra literária foi De Fructu Qui ex Doctrina Precipitur (Basileia, 1517).